# Administrador de Tokelau
El Administrador de Tokelau es un oficial del Gobierno de Nueva Zelanda, responsable de la supervisión del gobierno del territorio dependiente de Tokelau.
Sus funciones y poderes fueron establecidos de manera formal en el Acta de Tokelau de 1948 (aunque el cargo había sido creado antes de la aprobación del Acta). Su poder más importante es el veto de cualquiera ley aprobada por el Fono. 
El Administrador actúa como un representante del gobierno de Nueva Zelanda, pero no de la Reina de Nueva Zelanda. Su poder es superado por el Parlamento de Nueva Zelanda o por regulaciones hechas por el Gobernador General de Nueva Zelanda en el Consejo. Es nombrado por el Ministerio de Asuntos Exteriores de Nueva Zelanda.

## Administradores de Tokelau (1926–presente)
- Mayor General Sir George Spafford Richardson (1926–1928)
- Coronel Sir Stephen Shepherd Allen (1928–1931)
- General de Brigada Sir Herbert Ernest Hart (1931–1935)
- Sir Alfred Clarke Turnbull (1935–1946)
- Teniente coronel Francis William Voelcker (1946–1949)
- Sir Guy Powles (1949–1960)
- John Bird Wright (1960–1965)
- Owston Paul Gabites (1965–1968)
- Richard Basil Taylor (1968–1971)
- Duncan MacIntyre (1971–1972)
- Matiu Rata (1972–1973)
- William Gray Thorp (1973–1975)
- Frank Henry Corner (1975–1984)
- Harold Huyton Francis (1984–1988)
- Neil Walter (1988–1990)
- Graham Keith Ansell (1990–1992)
- Brian William Peter Absolum (1992–1993)
- Lindsay Johnstone Watt (1993–2003)
- Neil Walter (2003–2006)
- David Payton (2006–2009)
- John Allen (2009–2011)
- Jonathan Kings (2011–2015)
- Linda Te Puni (2015–2022)
- Don Higgins (2022–presente)